# Commaladera luridosparsa
Commaladera luridosparsa är en skalbaggsart som beskrevs av Moser 1926. Commaladera luridosparsa ingår i släktet Commaladera och familjen Melolonthidae. Inga underarter finns listade i Catalogue of Life.